# Стад де Мартир
Стад де Мартир де ля Пентекот (фр. Stade des Martyrs de la Pentecote) — спортивный стадион, расположенный в городе Киншаса, столице ДР Конго. Вместимость — 80 тысяч зрителей. Предназначен для футбольных матчей и концертов. На нём играют матчи клубы «Мотема Пембе» и «Вита», а также национальная сборная. Стадион считается одним из лучших в Африке и третьим по вместимости.
Во времена существования Заира стадион назывался «Каманьола». Ранее на месте стадиона располагалась менее известная арена «Тата Рафаэль».

## История
14 октября 1988 года, в день установления дипломатических отношений ДР Конго с КНР, стадион был заложен. Ровно через 5 лет строительство стадиона завершилось, а через год он был торжественно открыт футбольным матчем между Демократической Республикой Конго и Малави в рамках Кубка африканских наций. В строительстве стадиона принимали участие рабочие из Китая.
В 1997 году стадион переименовали в «Стад де Мартир де ля Пентекот» в память людей, казнённых диктатором Мобуту Сесе Секо (Жерома Анани, Эммануэля Бамба, Александра Махамба и Эваристе Кимба).
В 2008 году стадион был реконструирован и подогнан под требования ФИФА для стадионов высшего класса (первоклассное освещение, раздевалки для игроков и судей, электронное табло, система безопасности, VIP-места). На это было потрачено 3 миллиона долларов. С этого момента стадион считается одним из лучших стадионов Африки. В обновлении стадиона принимали специалисты из Голландии.